# أخدرية عديمة الساق
أخدرية عديمة الساق (الاسم العلمي: Oenothera acaulis) هو نوع نباتي يتبع جنس الأخدرية من الفصيلة الأخدرية.